# Věžná (powiat Pelhřimov)
Věžná – miejscowość i gmina (obec) w Czechach, w kraju Wysoczyna, w powiecie Pelhřimov. W 2022 roku liczyła 139 mieszkańców.